# Каргарка гриваста
Карга́рка гриваста (Neochen jubata) — вид гусеподібних птахів родини качкових (Anatidae). Мешкає в Південній Америці. Це єдиний живий представник роду Гриваста каргарка (Neochen).

## Опис

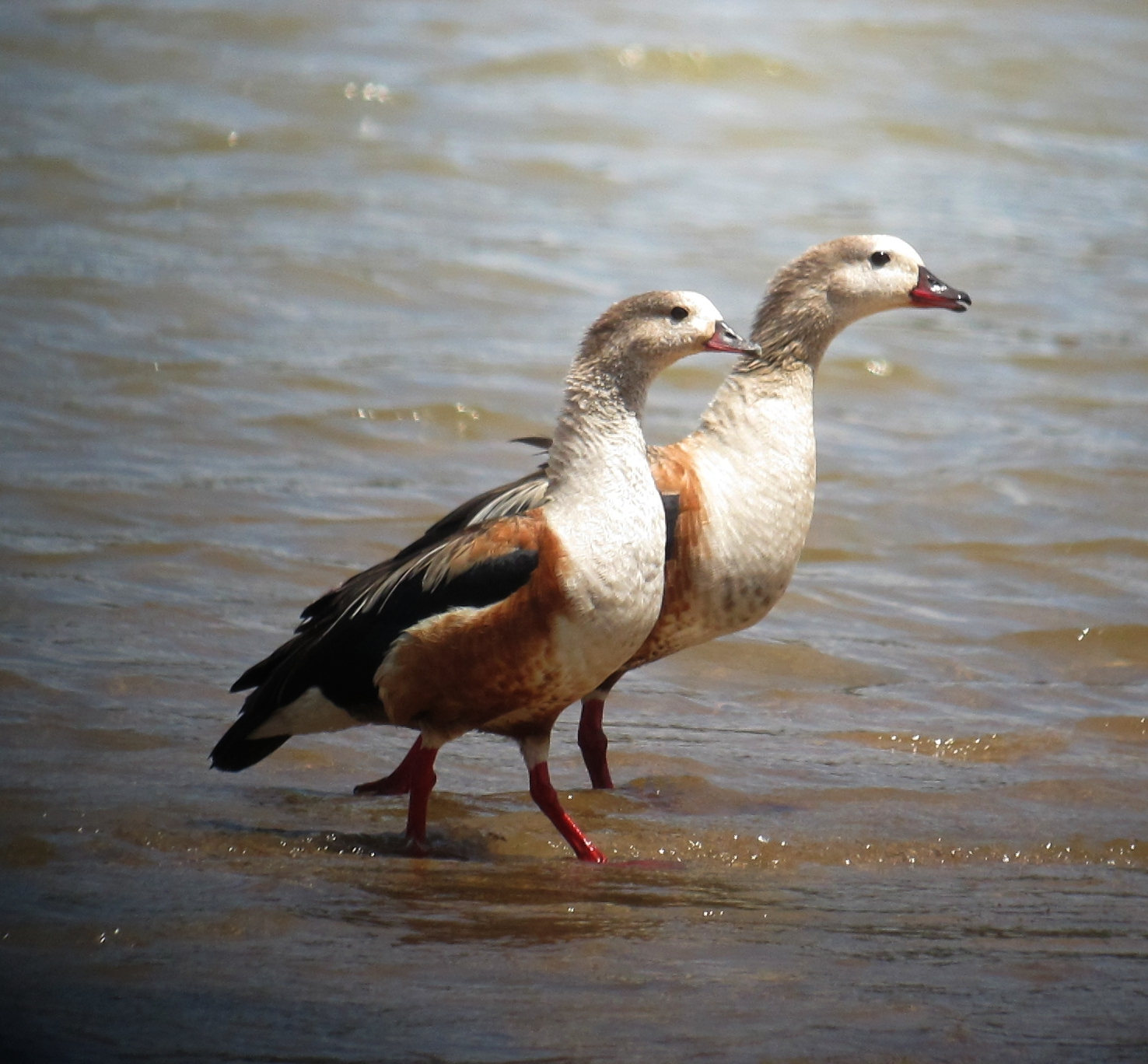
Гривасті каргарки

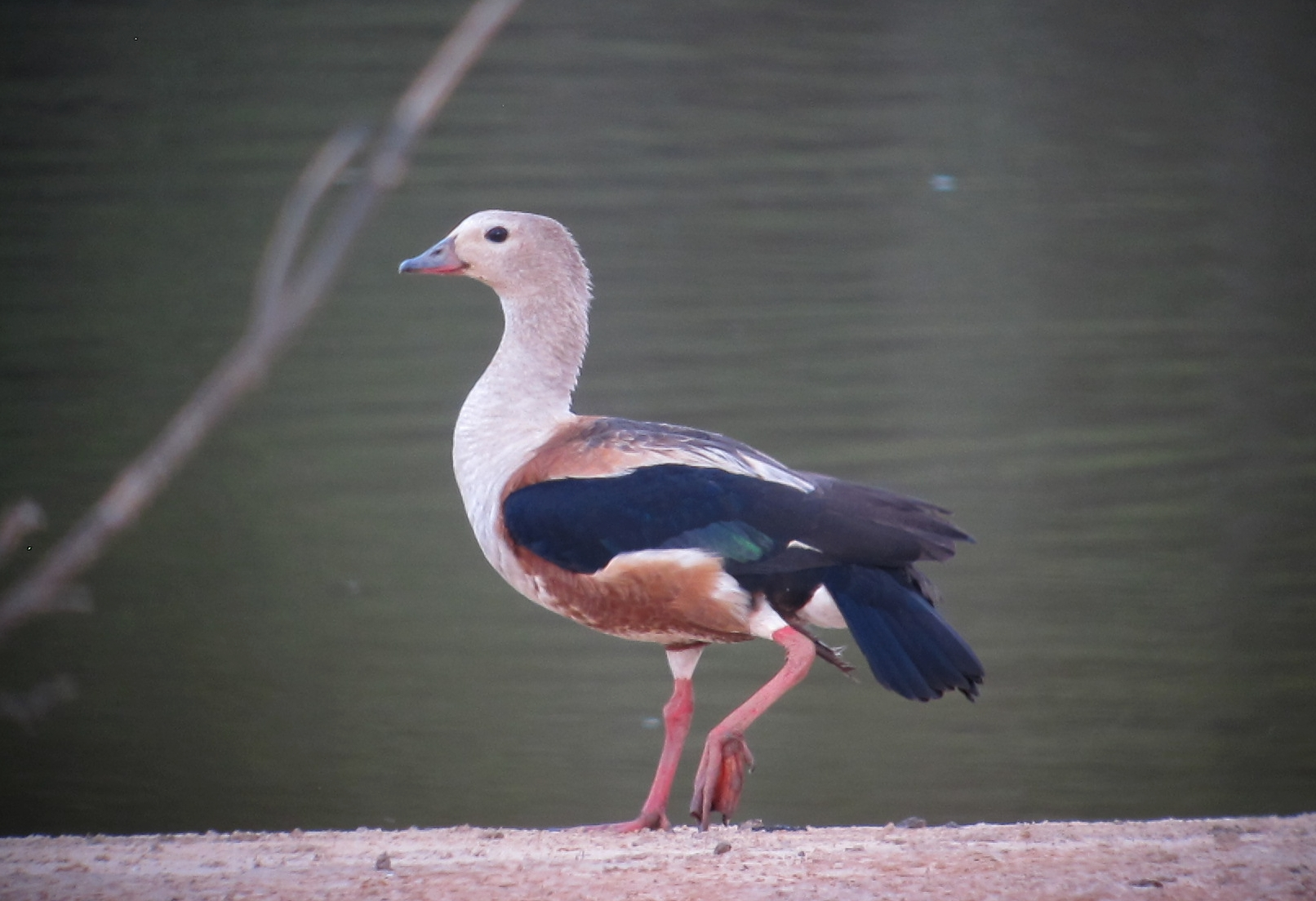
Гриваста каргарка

Довжина птаха становить 61-76 см, самці важать 1800 г, самиці 1327 г. У самців голова, шия і груди білуваті, потилиця і груди легко поцятковані охристими смужками. Спина сіра, легко поцяткована вузькими білими смужками. Верхня частина спини, боки і груди з боків каштанові, стегна, гузка і нижні покривні пера хвоста білуваті. Крила зеленувато-чорні з широкими білими "дзеркальцями". Дзьоб зверху чорний, знизу червоний, лапи яскраво-червоні.
Самиці мають подібне забарвлення, однак пера на потилиці у них менш довгі, тім'я і потилиця поцятковані тьмяними плямками, боки менш руді, пера на животі з боках мають більш темні краї, а лапи у них скоріше тьмяно-оранжеві, ніж червоні. Забарвлення молодих птахів є більш тьмяним, ніж у дорослих птахів. Пташенята при народженні покриті білим пухом, місцями поцятковані чорно-бурими плямками, дзьоб у них сірий, а лапи блідо-тілесного кольору.

## Поширення і екологія
Гривасті каргарки мешкають у Венесуелі, Колумбії, Еквадорі, Перу і Болівії на схід від Анд, в Бразилії і північно-західній Аргентині, трапляються в Гвіані і західному Парагваї. Вони живуть у вологих саванах льяносу, на болотах і в заболочених лісах Амазонії, на порослих деревами річкових островах. Зустрічавються переважно в низовинах, на висоті до 500 м над рівнем моря, місцями на висоті до 2600 м над рівнем моря. Гривасті каргарки ведуть найбільш деревний спосіб життя серед усіх галагазних, їх часто можна побачити, коли вони сидять на гілках дерева. Подібно до галагазів-радж, гривасті каргарки рідко плавають. Зазвичай вони зустрічаються парами або невеликими сімейними зграйками. Вони живляться переважно листям, водною рослинністю і насінням, а також ягодами, іноді доповнюють свій раціон личинками безхребетних, черв'яками і невеликими молюсками.
У Венесуелі гривасті каргарки гніздяться переважно з липня по серпень, на південь від екватора гніздування у цих птахів триває з квітня по листопад. В цей період птахи демонстують територіальність, відганяючи порушників. Гривасті каргарки гніздяться в природних дуплах дерев або в норах на крутих берегах річок, дуже рідко просто на землі, серед густої трави. В кладці від 6 до 9 світло-коричневих яєць. Насиджують лише самиці. Іноді вони демонстують гніздовий паразитизм, підкладаючи яйця в гніздо іншим самицям, причому успішність гніздування в таких кладках є більшою. Інкубаційний період триває 28-30 або 32-34 дні. Загалом успішність гніздування у гривастих каргарок є нижчою, ніж у інших качкових, однак смертність молодих птахів є відносно нижчою.

## Збереження
МСОП класифікує стан збереження цього виду як близький до загрозливого. За оцінками дослідників, популяція гривастих каргарок становить від 10 до 25 тисяч дорослих птахів. Їм загрожує полювання, а також знищення природного середовища.